# Simplon (Valais)
Pour les articles homonymes, voir Simplon.
Simplon (Simplon en allemand et Sempione en italien) est une commune suisse du canton du Valais, située dans le district de Brigue. 

## Géographie
Simplon est séparée de la commune de Zwischbergen par les gorges de Gondo, le long de la Doveria.
Simplon est à 9 km au sud du col du Simplon.
Simplon-Dorf, et Gondo en aval, sont les seuls villages valaisans au-delà de la crête sud des Alpes. Ils sont par conséquent situés dans le bassin versant du Pô contrairement à la très grande majorité du Valais, située dans le bassin versant du Rhône.

## Population et société

### Surnom
Les habitants de la commune sont surnommés d'Chruitfrässer, soit les mangeurs de choux en dialecte suisse alémanique valaisan.

### Démographie
Simplon compte 290 habitants au 31 décembre 2022 pour une densité de population de 3 hab/km2. Sur la période 2010-2019, sa population a diminué de −8,0 % (canton : 10,5 % ; Suisse : 9,4 %).  

## Distinction
Depuis 2020, le village, grâce à sa beauté architecturale particulière, son histoire et sa localisation privilégiée, est membre de l'association « Les plus beaux villages de Suisse ».